# Condado de Butler (Kansas)
El condado de Butler (código de condado BU) es uno de los 105 condados del estado de Kansas, en Estados Unidos. La sede del condado es El Dorado, que también es su ciudad más poblada. El condado posee un área de 1.655 km² (de los cuales 5 km² están cubiertos de agua), una población de 63.147 habitantes y su densidad de población es de 17,1 hab./km² (según el censo nacional de 2006). Este condado fue fundado el 25 de agosto de 1855.